# Valérie Létourneau
Valérie Létourneau (Montreal, 29 de abril de 1983) é uma lutadora canadense de artes marciais mistas, atualmente ela compete no Peso Mosca do Bellator MMA.

## Carreira no MMA
Létourneau fez sua estréia no MMA em 31 de Março de 2007 com vitória por nocaute técnico sobre Tannaya Hantelman. Létourneau então perdeu suas duas lutas seguidas para a futura lutadora dos Galos do UFC Sarah Kaufman e Alexis Davis. Após Létourneau se recuperar vencendo as três lutas seguintes, ela enfrentou a futura lutadora dos palhas do UFC Cláudia Gadelha no Wreck MMA: Road to Glory. Ela perdeu por decisão dividida.
Létourneau retornou no AFC 21 derrotando Jordan Moore em 34 segundos por nocaute técnico.

### The Ultimate Fighter
Létourneau foi uma das participantes femininas que lutaram para entrar na casa do TUF no The Ultimate Fighter: Team Rousey vs. Team Tate. Ela perdeu por finalização para Roxanne Modafferi.

### Ultimate Fighting Championships
Létourneau era esperada para fazer sua estréia no UFC no UFC 174 contra Elizabeth Phillips, que se lesionou e foi substituída por Milana Dudieva. Após 3 rounds, Létourneau saiu vencedora por decisão dividida.
Létourneau então foi colocada para enfrentar a também canadiana Jessica Rakoczy em 25 de Abril de 2015 no UFC 186. Após uma performance dominante Létourneau venceu por decisão unânime.
Létourneau em seguida enfrentou a invicta Maryna Moroz em 23 de Agosto de 2015 no UFC Fight Night: Holloway vs. Oliveira. Ela venceu por decisão unânime.
Létourneau substituiu Claudia Gadelha e enfrentou a campeã Joanna Jędrzejczyk pelo Cinturão Peso Palha Feminino do UFC em 14 de Novembro de 2015 no UFC 193. Ela foi derrotada por decisão unânime.

## Cartel no MMA
| Cartel no MMA   |            |            |
| 14 lutas        | 8 vitórias | 6 derrotas |
| Por nocaute     | 4          | 2          |
| Por finalização | 1          | 0          |
| Por decisão     | 3          | 4          |

| Res.    | Cartel | Oponente             | Método                                   | Evento                                  | Data       | Round | Tempo | Local                       | Notas                                          |
| ------- | ------ | -------------------- | ---------------------------------------- | --------------------------------------- | ---------- | ----- | ----- | --------------------------- | ---------------------------------------------- |
| Derrota | 10-7   | Ilima-Lei Macfarlane | Finalização (triângulo)                  | Bellator 213: Macfarlane vs. Letourneau | 15/12/2018 | 3     | 3:19  | Honolulu, Havaí             | Pelo Cinturão Peso Mosca Feminino do Bellator. |
| Vitória | 10-6   | Kristina Williams    | Decisão (unânime)                        | Bellator 201:                           | 29/06/2018 | 3     | 5:00  | Temecula, California        |                                                |
| Vitória | 9-6    | Kate Jackson         | Decisão (unânime)                        | Bellator 191                            | 15/12/2017 | 3     | 5:00  | Newcastle                   | Estreia no Bellator.                           |
| Derrota | 8-6    | Viviane Pereira      | Decisão (dividida)                       | UFC 206: Holloway vs. Pettis            | 10/12/2016 | 3     | 5:00  | Toronto, Ontario            | Peso Casado (117,5 lbs).                       |
| Derrota | 8-5    | Joanne Calderwood    | Nocaute Técnico (chute no corpo e socos) | UFC Fight Night: MacDonald vs. Thompson | 18/06/2016 | 3     | 2:51  | Ottawa, Ontario             | Primeira Luta Peso Mosca Feminino do UFC.      |
| Derrota | 8-4    | Joanna Jędrzejczyk   | Decisão (unânime)                        | UFC 193: Rousey vs. Holm                | 14/11/2015 | 5     | 5:00  | Melbourne                   | Pelo Cinturão Peso Palha Feminino do UFC.      |
| Vitória | 8-3    | Maryna Moroz         | Decisão (unânime)                        | UFC Fight Night: Holloway vs. Oliveira  | 23/08/2015 | 3     | 5:00  | Saskatoon, Saskatchewan     |                                                |
| Vitória | 7-3    | Jessica Rakoczy      | Decisão (unânime)                        | UFC 186: Johnson vs. Horiguchi          | 25/04/2015 | 3     | 5:00  | Montreal, Quebec            | Estréia no Peso Palha.                         |
| Vitória | 6-3    | Elizabeth Phillips   | Decisão (dividida)                       | UFC 174: Johnson vs. Bagautinov         | 14/06/2014 | 3     | 5:00  | Vancouver, British Columbia |                                                |
| Vitória | 5-3    | Jordan Moore         | Nocaute Técnico (socos)                  | AFC 21 - The Return                     | 16/05/2014 | 1     | 0:34  | Hollywood, Florida          |                                                |
| Derrota | 4-3    | Cláudia Gadelha      | Decisão (dividida)                       | Wreck MMA - Road to Glory               | 20/04/2012 | 3     | 5:00  | Gatineau, Quebec            | Peso Casado (130 lbs).                         |
| Vitória | 4-2    | Tannaya Hantelman    | Nocaute Técnico (socos)                  | Freedom Fight - For Honor and Pride     | 10/09/2011 | 1     | 2:07  | Sudbury, Ontario            |                                                |
| Vitória | 3-2    | Julie Malenfant      | Nocaute Técnico (socos)                  | Ringside MMA 10 - Cote vs. Starnes      | 09/04/2011 | 2     | 2:15  | Montreal, Quebec            |                                                |
| Vitória | 2-2    | Kate Roy             | Finalização (chave de braço)             | XMMA 7 - Inferno                        | 27/02/2009 | 1     | 3:23  | Montreal, Quebec            |                                                |
| Derrota | 1-2    | Alexis Davis         | Decisão (dividida)                       | TKO 31 - Young Guns                     | 14/12/2007 | 3     | 5:00  | Montreal, Quebec            |                                                |
| Derrota | 1-1    | Sarah Kaufman        | Nocaute Técnico (socos)                  | TKO 29 - Repercussion                   | 01/06/2007 | 2     | 1:36  | Montreal, Quebec            |                                                |
| Vitória | 1-0    | Tannaya Hantelman    | Nocaute Técnico (socos)                  | ECC 5 - A Night Of Champions            | 31/03/2007 | 2     | 4:02  | Halifax, Nova Scotia        |                                                |

### Cartel de Exibição no MMA
| Cartel no MMA   |           |           |
| 1 luta          | 0 vitória | 1 derrota |
| Por finalização | 0         | 1         |

| Res.    | Cartel | Oponente          | Método                  | Evento | Data                          | Round | Tempo | Local             | Notas                          |
| ------- | ------ | ----------------- | ----------------------- | ------ | ----------------------------- | ----- | ----- | ----------------- | ------------------------------ |
| Derrota | 0–1    | Roxanne Modafferi | Finalização (mata leão) | TUF 18 | 04/09/2015 (data de exibição) | 1     | 3:36  | Las Vegas, Nevada | Round de Eliminação do TUF 18. |